# Пирог в американской кухне
Пирог в американской кухне уходит своими корнями в английскую, он развивался на протяжении столетий, адаптируясь к американским вкусам и ингредиентам. К примеру, создание слоёной корочки для пирога, с добавлением кондитерского жира, считают американской инновацией.
Американская кухня в колониальную эпоху была простой по сравнению с более сложными блюдами, которые можно было найти в современных европейских кухнях. Простота американской кухни и американское предпочтение пирогам были обусловлены религиозной культурой и общими обстоятельствами колониальной эпохи. В то время как европейские пироги эволюционировали в изысканные тарты, американский «горшечный пирог» (англ. pot pie), приготовленный на очаге в голландской печи, был обильным и сытным, отражая американские предпочтения в простых и сытных блюдах.
Гарриет Бичер-Стоу писала в своем романе 1869 года «Жители Старого города», основанном на воспоминаниях о своем детстве, что разнообразие пирогов, приготовляемых американскими домохозяйками, «свидетельствует о безграничной плодовитости женского ума».
Хотя пироги и заимствованы из английской кухни, на протяжении поколений американские повара адаптировали их к ингредиентам и культуре Соединённых Штатов. Гарриет Бичер-Стоу заметила:
Пирог — это английский институт, который, будучи посажен на американской почве, немедленно разросся в неисчислимое множество родов и видов. Не только старый традиционный пирог с начинкой, но и тысяча строго американских саженцев из этого основного запаса продемонстрировали способность американских домохозяек приспосабливать старые институты к новым целям. Тыквенные пироги, пироги с клюквой, пироги с черникой, вишневые пироги, пироги с зелёной смородиной, персиковые, грушевые и сливовые пироги, пироги с заварным кремом, яблочные пироги, пироги с пудингом Мальборо — пироги с верхними корочками и пироги без них — пироги, украшенные всевозможными причудливыми узорами и полосками, наложенными поперек и вокруг, и иным образом, свидетельствовали о безграничной плодовитости женского ума, однажды запущенного в заданном направлении. 
Создание слоеной корочки для пирога, приготовленной из свиного сала, считают американским новаторством. Ранние версии пирога выпекались в длинных узких формах, которые тогда назывались «coffyn» вместо корочки; эти ранние оболочки из теста предназначались просто для хранения начинки, а не для употребления в пищу. Термин «корочка» (англ. crust) вошел в употребление во время Американской революции. Жесткие корочки для пирога продолжали использовать для сохранения продуктов в климате Новой Англии. Марк Твен однажды описал яблочный пирог Новой Англии следующим образом:
Сделайте пуленепробиваемое тесто… закалите и высушите его в печи пару дней… наполните тушеными сушеными яблоками; снабдите гвоздикой, лимонной цедрой и кусочками цитрона; добавьте две порции новоорлеанского сахара. Затем припаяйте крышку и поставьте в безопасное место, пока оно не окаменеет. Подавайте холодным на завтрак и пригласите своего врага. 
Культура пирогов в Соединённых Штатах на протяжении столетий находилась под влиянием этнических, социальных и сельскохозяйственных изменений, а также сдвигов, которые привели к тому, что страна стала более урбанизированной и индустриализированной. Американская еда в колониальную эпоху была простой, в отличие от более изысканных аналогов в европейской кухне, на которую влияли религиозная культура и общие обстоятельства колониальной эпохи. Культурная независимость от Англии набирала обороты после войны.
В кулинарной книге XVIII века «Американская кулинария» в основном содержатся рецепты мясных пирогов: куриный пирог, тушеный пирог, пирог с начинкой и пироги с соленой свининой. К XIX веку фруктовые пироги стали обычным завтраком в Соединённых Штатах. По словам Джеймса Э. Мак-Вильямса, американские повара «приняли незамысловатость американских пищевых традиций, чтобы способствовать пасторальному идеалу, который пропагандировал ценности фронтира, которые колонисты когда-то преуменьшали».
Во время Второй мировой войны американским домохозяйкам было предложено печь открытые пироги «без крышки» в рамках национальной стратегии по нормированию пшеницы и жира.
Опрос Американского совета по пирогам (American Pie Council, организация, призванная «сохранить наследие Америки по пирогам и способствовать развитию любви Америки к пирогам»), проведенный в 2008 году, показал, что 19 % американцев предпочитают яблочный пирог, что делает его самым популярным пирогом в Соединённых Штатах, за которым следуют тыквенный пирог (13 %), ореховый пирог (12 %), банановый кремовый пирог (10 %) и вишневый пирог (9 %). Пирог остается самым популярным десертом на праздники (за которым следуют торт и печенье).

## Американские пироги
- Арахисовый пирог
- Шахматный пирог
- Пекановый пирог
- Тыквенный пирог
- Бостонский кремовый пирог
- Ревеневый пирог
- Яблочный пирог
- Лаймовый пирог
- Шуфлай
- Грязь Миссисипи (пирог)
- Моравский куриный пирог
- Пироги отчаяния